# Aubin-Saint-Vaast
Pour les articles homonymes, voir Aubin et Saint-Vaast.
Aubin-Saint-Vaast est une commune française située dans le département du Pas-de-Calais en région Hauts-de-France. Ses habitants sont appelés les Aubinois.
La commune fait partie, de la communauté de communes des 7 Vallées qui regroupe 66 communes et compte 29 425 habitants en 2022, et du Pays des Sept Vallées.

## Géographie

### Localisation
Localisée dans le sud du département du Pas-de-Calais, Aubin-Saint-Vaast est une commune de la vallée de la Canche limitrophe de la commune d'Hesdin-la-Forêt et située, à vol d'oiseau, à 16 km au sud-est de la commune de Montreuil-sur-Mer (chef-lieu d'arrondissement).
Le territoire de la commune est limitrophe de ceux de sept communes.
Les communes limitrophes sont Contes, Maresquel-Ecquemicourt, Mouriez, Bouin-Plumoison, Gouy-Saint-André, Guisy et Hesdin-la-Forêt.

### Géologie et relief
La superficie de la commune est de 6,7 km2 ; son altitude varie de 17  à   119 mètres.

### Hydrographie
Le territoire de la commune est situé dans le bassin Artois-Picardie.
La commune est traversée par quatre cours d'eau :
- la Canche, d'une longueur de 100,22 km, qui prend sa source dans la commune de Gouy-en-Ternois et se jette dans la Manche entre Étaples et Le Touquet-Paris-Plage[4] ;
- le Saint-Vaast, d'une longueur de 1,62 km[5] ;
- le Manoir des Étangs, d'une longueur de 1,1 km[6] ;
- et un cours d'eau au toponyme hydrographique inconnu[7].

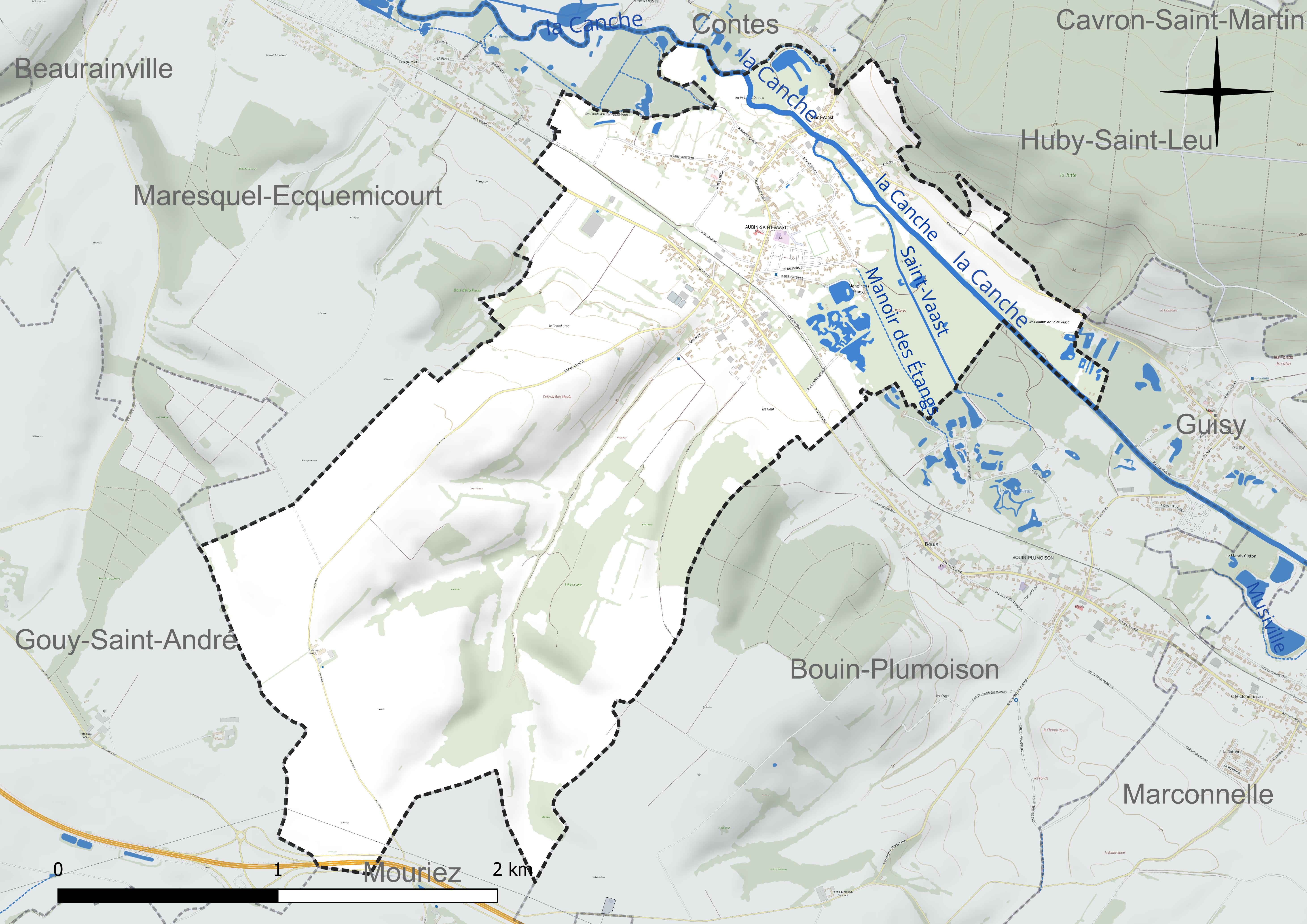
Réseau hydrographique d'Aubin-Saint-Vaast.

### Climat
Pour des articles plus généraux, voir Climat des Hauts-de-France et Climat du Pas-de-Calais.
En 2010, le climat de la commune est de type climat océanique franc, selon une étude du CNRS s'appuyant sur une série de données couvrant la période 1971-2000. En 2020, Météo-France publie une typologie des climats de la France métropolitaine dans laquelle la commune est exposée à un climat océanique et est dans la région climatique Côtes de la Manche orientale, caractérisée par un faible ensoleillement (1 550 h/an) ; forte humidité de l’air (plus de 20 h/jour avec humidité relative > 80 % en hiver), vents forts fréquents.
Pour la période 1971-2000, la température annuelle moyenne est de 10,7 °C, avec une amplitude thermique annuelle de 13,2 °C. Le cumul annuel moyen de précipitations est de 829 mm, avec 12,7 jours de précipitations en janvier et 8,3 jours en juillet. Pour la période 1991-2020, la température moyenne annuelle observée sur la station météorologique la plus proche, située sur la commune de Humières à 17 km à vol d'oiseau, est de 10,9 °C et le cumul annuel moyen de précipitations est de 856,9 mm,. Pour l'avenir, les paramètres climatiques de la commune estimés pour 2050 selon différents scénarios d'émission de gaz à effet de serre sont consultables sur un site dédié publié par Météo-France en novembre 2022.

### Paysages
Pour un article plus général, voir Paysage en France.
La commune s'inscrit à la jonction de deux paysages régionaux tels qu'ils sont définis dans l'atlas de paysages de la région Nord-Pas-de-Calais, conçu par la direction régionale de l'Environnement, de l'Aménagement et du Logement (DREAL), :
- les « paysages montreuillois », qui concernent 98 communes, se délimitent : à l'ouest par des falaises qui, avec le recul de la mer, ont donné naissance aux bas-champs ourlées de dunes ; au nord par la boutonnière du Boulonnais ; au sud par le vaste plateau formé par la vallée de l'Authie, et à l'est par les paysages du Ternois et du Haut-Artois. Les « paysages montreuillois », avec, dans leur axe central, la vallée de la Canche et ses nombreux affluents comme la Course, la Créquoise, la Planquette…, offrent une alternance de vallées et de plateaux, appelés « ondulations montreuilloises ». Dans ces paysages, et plus particulièrement sur les plateaux, on cultive la betterave sucrière, le blé et le maïs et les plateaux entre la Ternoise et la Créquoise sont couverts de vastes massifs forestiers comme la forêt d'Hesdin-la-Forêt, les bois de Fressin, Sains-lès-Fressin, Créquy…[15].

L’occupation des sols de la surface totale de ces « paysages montreuillois » est de 59,07 % de cultures, de 21,55 % de prairies naturelles, permanentes, de 12,02 % de forêts et de milieux semi-naturels, de 5,79 % d'espaces artificialisés avec les communes principales d'Étaples et Montreuil-sur-Mer, de 0,38 % de cours d'eau et plan d'eau, 0,41 % d'espaces industriels et de friches industrielles et de 0,14 % d’espaces dunaires ;
- les « paysages du val d'Authie », qui concernent 83 communes, se délimitent : au sud, dans le département de la  Somme par les « paysages de l'Authie et du Ponthieu », dépendant de l'atlas de paysages de la Picardie et au nord et à l'est par les « paysages du Montreuillois », les « paysages du Ternois » et les « paysages des plateaux cambrésiens et artésiens ». Le caractère frontalier de la vallée de l'Authie, aujourd’hui entre le Pas-de-Calais et la Somme, remonte au Moyen Âge où elle séparait le royaume de France du royaume d'Espagne, au nord[16].

Le coteau nord est escarpé alors que le coteau sud offre des pentes plus douces. À l'ouest, l'Authie s'ouvre sur la baie d'Authie, typique de l'estuaire picard, et se jette dans la Manche. Avec son vaste estuaire et les paysages des bas-champs, la baie d'Authie contraste avec les paysages plus verdoyants en amont.
L’Authie, entaille profonde du plateau artésien, a créé des entités écopaysagères prononcées avec un plateau calcaire dont l'altitude varie de 100  à   163 m qui s'étend de chaque côté du fleuve. L'altitude du plateau décline depuis le pays de Doullens, à l'est (point culminant à 163 m), vers les bas-champs picards, à l'ouest (moins de 40 m). Le fond de la vallée de l'Authie, quant à lui, est recouvert d'alluvions et de tourbes. L'Authie est un fleuve côtier classé comme cours d'eau de première catégorie où le peuplement piscicole dominant est constitué de salmonidés.
L’occupation des sols des « paysages du val d'Authie » est composée pour 69,48 % en cultures, 15,34 % en prairies naturelles, permanentes, 7,79 % en forêts et milieux semi-naturels, 5,04 % en espaces artificialisés avec principalement les communes d'Auxi-le-Château et Doullens, 1,11 % en cours d'eau et plans d'eau, 0,87 % en peupleraies et 0,37 % en espaces industriels.

### Milieux naturels et biodiversité

#### Espace protégé et géré
La protection réglementaire est le mode d’intervention le plus fort pour préserver des espaces naturels remarquables et leur biodiversité associée.
Dans ce cadre, la commune fait partie d'un espace protégé : le marais du Planty, d’une superficie de 9,542 hectares. Terrain géré (location, convention de gestion) par le Conservatoire d'espaces naturels des Hauts-de-France.

#### Zones naturelles d'intérêt écologique, faunistique et floristique
L’inventaire des zones naturelles d'intérêt écologique, faunistique et floristique (ZNIEFF) a pour objectif de réaliser une couverture des zones les plus intéressantes sur le plan écologique, essentiellement dans la perspective d’améliorer la connaissance du patrimoine naturel national et de fournir aux différents décideurs un outil d’aide à la prise en compte de l’environnement dans l’aménagement du territoire.
Le territoire communal comprend trois ZNIEFF de type 1 : 
- les marais d’Aubin-Saint-Vaast et de Bouin-Plumoison qui s’étendent dans le fond de la vallée de la Canche, sur la rive gauche du fleuve, entre les communes d’Aubin-Saint-Vaast au Nord-Ouest et Bouin-Plumoison au Sud[19] ;
- la forêt domaniale d’Hesdin et ses lisières qui est située dans le Ternois, au nord d’Hesdin et entre les communes d’Aubin-Saint-Vaast et de Grigny[20] ;
- le marais d’Ecquemicourt. Ce site est constitué d’un complexe de prairies humides à marécageuses, de roselières, de mégaphorbiaies et de boisements naturels (saulaies) ou plantés (peupleraies)[21].

et une ZNIEFF de type 2 : la basse vallée de la Canche et ses versants en aval d’Hesdin.

Carte des ZNIEFF de type 1 et 2 sur la commune
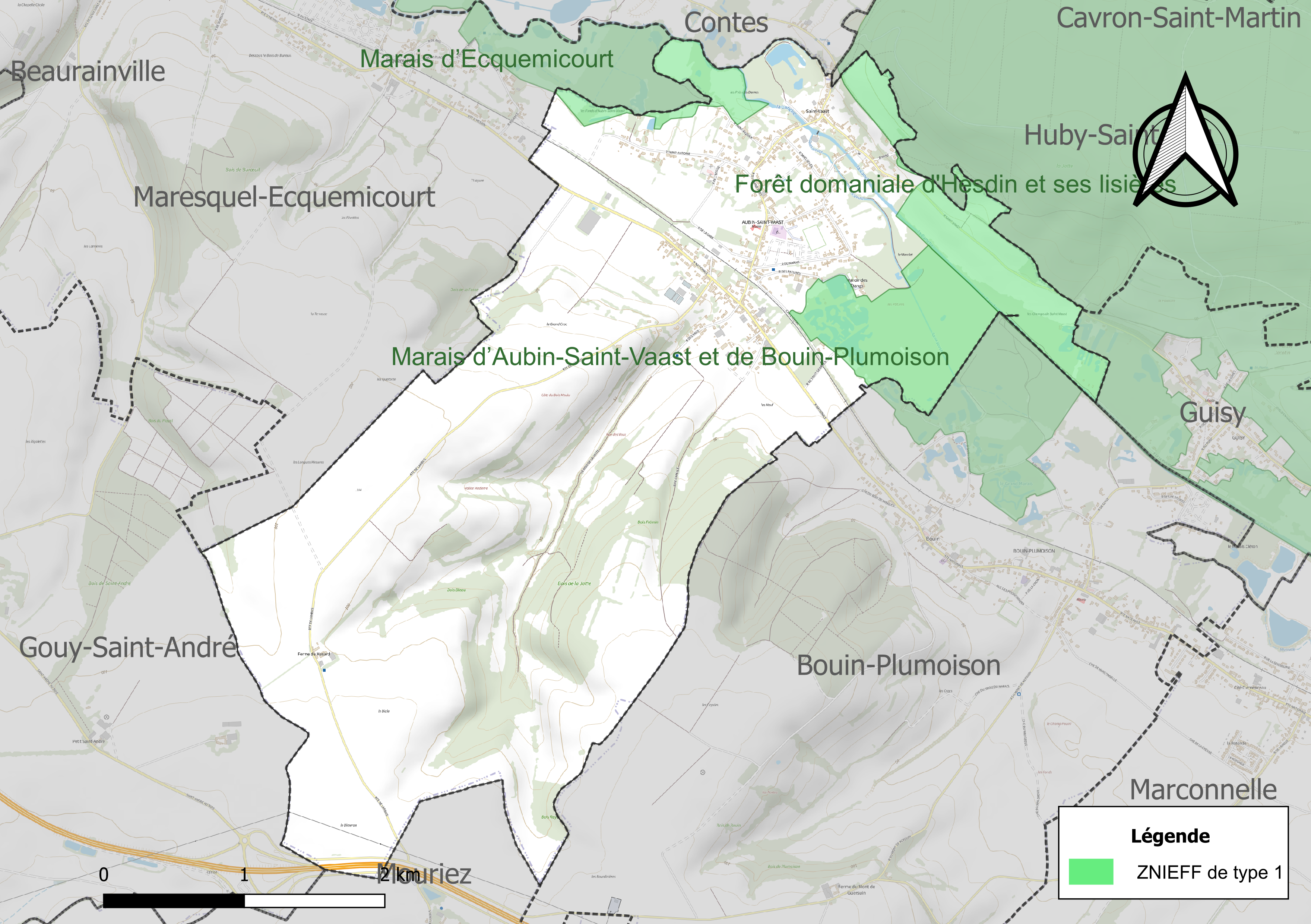
Carte des ZNIEFF de type 1 sur la commune.
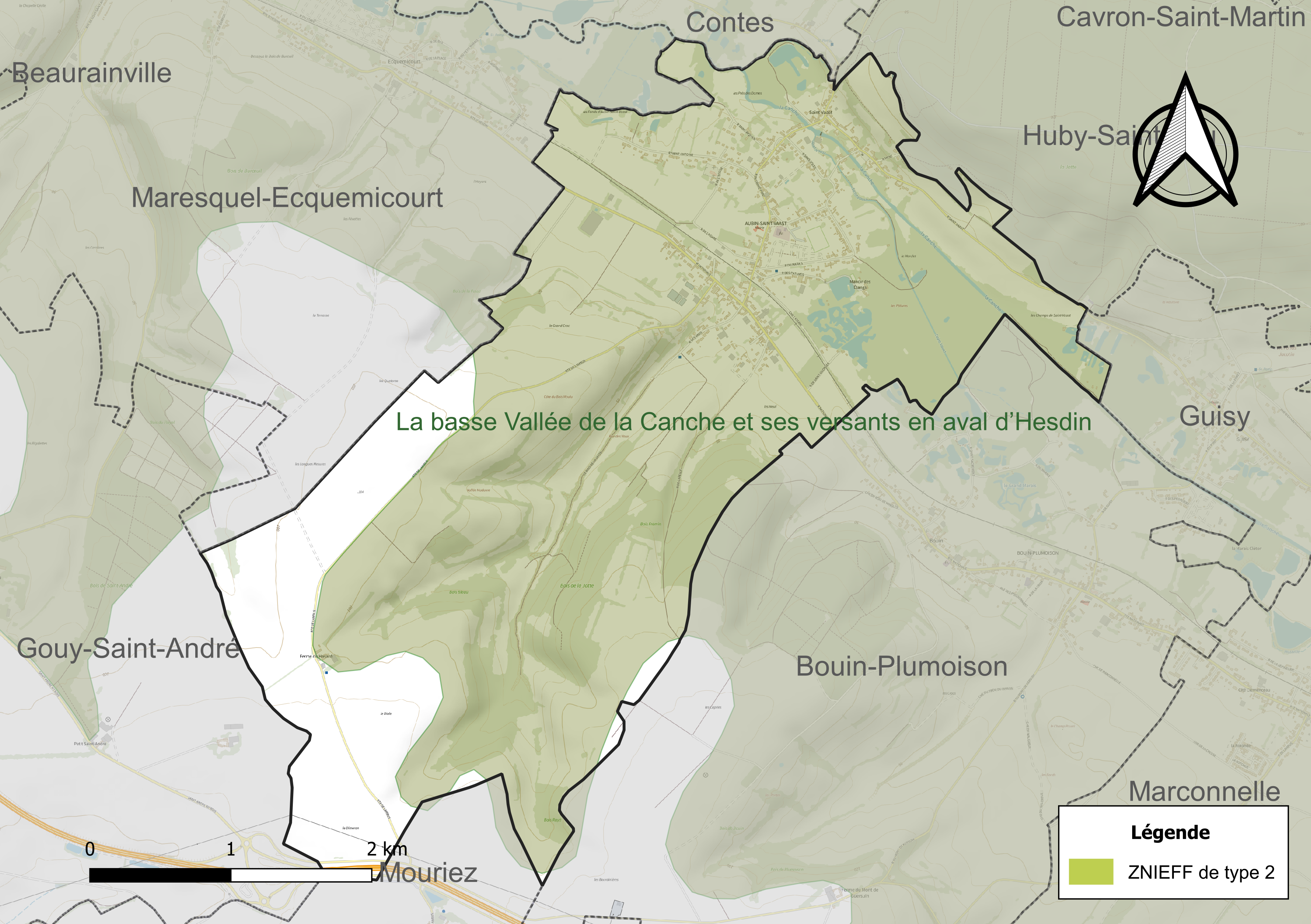
Carte de la ZNIEFF de type 2 sur la commune.

## Urbanisme

### Typologie
Au 1er janvier 2024, Aubin-Saint-Vaast est catégorisée commune rurale à habitat dispersé, selon la nouvelle grille communale de densité à sept niveaux définie par l'Insee en 2022.
Elle est située hors unité urbaine. Par ailleurs la commune fait partie de l'aire d'attraction d'Hesdin, dont elle est une commune de la couronne,. Cette aire, qui regroupe 28 communes, est catégorisée dans les aires de moins de 50 000 habitants,.

### Occupation des sols
L'occupation des sols de la commune, telle qu'elle ressort de la base de données européenne d’occupation biophysique des sols Corine Land Cover (CLC), est marquée par l'importance des territoires agricoles (70,5 % en 2018), en diminution par rapport à 1990 (72,5 %). La répartition détaillée en 2018 est la suivante : 
terres arables (49,2 %), prairies (20,5 %), forêts (18,4 %), zones urbanisées (11,1 %), zones agricoles hétérogènes (0,7 %). L'évolution de l’occupation des sols de la commune et de ses infrastructures peut être observée sur les différentes représentations cartographiques du territoire : la carte de Cassini (XVIIIe siècle), la carte d'état-major (1820-1866) et les cartes ou photos aériennes de l'IGN pour la période actuelle (1950 à aujourd'hui).

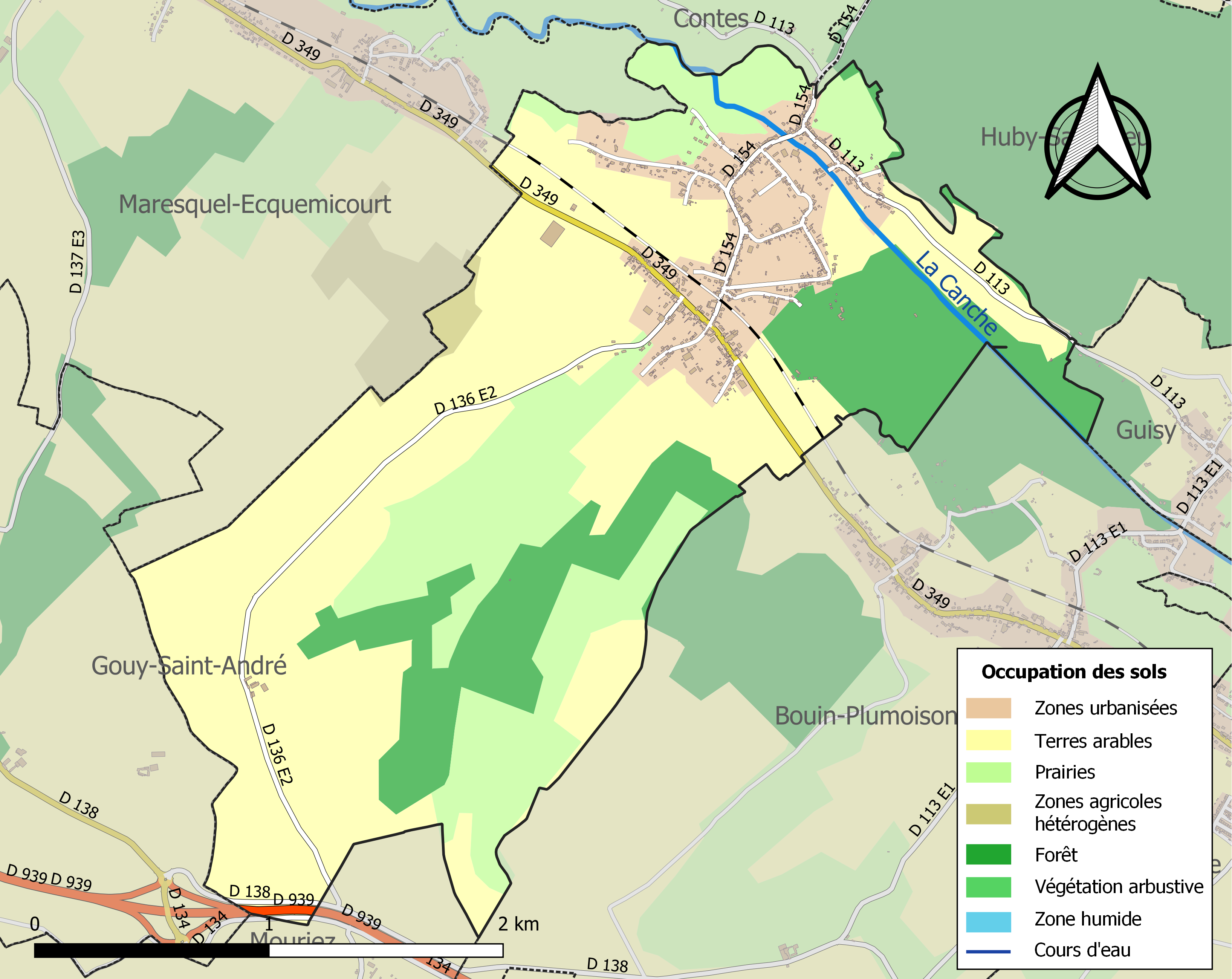
Carte des infrastructures et de l'occupation des sols de la commune en 2018 (CLC).

### Voies de communication et transports

#### Transports
La gare d'Aubin-Saint-Vaast, située sur la ligne de Saint-Pol-sur-Ternoise à Étaples, est une halte voyageurs de la Société nationale des chemins de fer français (SNCF), desservie par des trains TER Hauts-de-France.

## Toponymie
Aubin est attesté sous les formes : 
- 1123 : Albin (cartulaire de Saint-Josse);
- 1159 : Albim (cartulaire de Dommartin) ;
- 1239 : Aubing (cartulaire d'Auchy) ;
- 1269 : Obin (cartulaire de Saint-Saulve) ;
- 1271 : Aubin (cartulaire d'Aubigny) ;
- XIVe siècle : Oben (archives nationales) ;
- 1479 : Aulbin ;
- 1638 : Obin-en-Artois ;
- 1793 : Aubin-Marat (loi de brumaire an II)[28] ;
- 1793 : Aubin-Saint Vaast ;
- 1810 : Aubin-Saint-Vaast (bulletin des lois)[2].

Issu du latin Albinus, lui-même dérivé de albus (blanc)[réf. nécessaire].
Saint-Vaast est attesté sous les formes :
- Sanctus Vedastus, 1122 (D. Bét., cart. d’Auchy, p. 41)
- Saint-Vast-sur-Mer, 1720 (Saugrain, p. 48)
- Saint Vaast les Aubin, XVIIIe siècle (Épigr., Hesdin, p. 67)
- Saint-Vaast, XVIIIe siècle (Cassini)[29]

Hagiotoponyme faisant référence à Vaast d'Arras.

## Histoire

### Seconde Guerre mondiale
Le 13 juillet 1942, trois résistants du parti communiste français de la région d'Hesdin, Marcel Fréville (1899-1942), né à Contes, Victor Mariette (1904-1942), né à Mouriez et Élie Fauquet (1891-1942), né dans la commune, sont exécutés, par les Allemands, à la citadelle d'Arras. Andrée Patoux (1908-1971), née Armand, tenant l'imprimerie Patoux à Hesdin, résistante avec eux, est internée en Allemagne et en revient après la guerre ; Fidéline Fauquet (1886-1945), née Sallembien, épouse d'Élie Fauquet, meurt en déportation dans le camp de Ravensbrück. Sur un mur de la citadelle d'Arras sont apposées trois plaques en mémoire des trois résistants. Une rue d'Hesdin porte le nom de Marcel-Fréville depuis 1944,,,,,,.

## Politique et administration

### Découpage territorial
La commune se trouve dans l'arrondissement de Montreuil du département du Pas-de-Calais.

#### Commune et intercommunalités
La commune est membre de la communauté de communes des 7 Vallées.

#### Circonscriptions administratives
La commune est rattachée au canton d'Auxi-le-Château.

#### Circonscriptions électorales
Pour l'élection des députés, la commune fait partie de la quatrième circonscription du Pas-de-Calais.

### Élections municipales et communautaires

#### Liste des maires
| Période                                  | Période                       | Identité          | Étiquette | Qualité            |
| ---------------------------------------- | ----------------------------- | ----------------- | --------- | ------------------ |
| Les données manquantes sont à compléter. |                               |                   |           |                    |
| 1995                                     | 10 mai 2009                   | Raymond Deroo     |           | Décédé en fonction |
| juin 2009                                | 2014                          | Michel Deneuville |           |                    |
| 2014,                                    | 2020                          | Betty Demarest    |           |                    |
| 3 juillet 2020                           | En cours (au 31 janvier 2022) | Steve Pringarbe   |           | Artisan,           |

## Équipements et services publics

### Justice, sécurité, secours et défense
La commune dépend du tribunal de proximité de Montreuil, du conseil de prud'hommes de Boulogne-sur-Mer, du tribunal judiciaire de Boulogne-sur-Mer, de la cour d'appel de Douai, du tribunal de commerce de Boulogne-sur-Mer, du tribunal administratif de Lille, de la cour administrative d'appel de Douai et du tribunal pour enfants de Boulogne-sur-Mer.

## Population et société

### Démographie
Ses habitants sont appelés les Aubinois.

#### Évolution démographique
L'évolution du nombre d'habitants est connue à travers les recensements de la population effectués dans la commune depuis 1793. Pour les communes de moins de 10 000 habitants, une enquête de recensement portant sur toute la population est réalisée tous les cinq ans, les populations de référence des années intermédiaires étant quant à elles estimées par interpolation ou extrapolation. Pour la commune, le premier recensement exhaustif entrant dans le cadre du nouveau dispositif a été réalisé en 2005.

En 2022, la commune comptait 735 habitants, en évolution de −4,3 % par rapport à 2016 (Pas-de-Calais : −0,72 %, France hors Mayotte : +2,11 %).
| 1793 | 1800 | 1806 | 1821 | 1831 | 1836 | 1841 | 1846 | 1851 |
| ---- | ---- | ---- | ---- | ---- | ---- | ---- | ---- | ---- |
| 540  | 672  | 747  | 730  | 698  | 790  | 845  | 830  | 813  |

| 1856 | 1861 | 1866 | 1872 | 1876 | 1881 | 1886 | 1891 | 1896 |
| ---- | ---- | ---- | ---- | ---- | ---- | ---- | ---- | ---- |
| 781  | 803  | 764  | 723  | 720  | 706  | 685  | 647  | 605  |

| 1901 | 1906 | 1911 | 1921 | 1926 | 1931 | 1936 | 1946 | 1954 |
| ---- | ---- | ---- | ---- | ---- | ---- | ---- | ---- | ---- |
| 615  | 639  | 620  | 561  | 540  | 579  | 518  | 511  | 516  |

| 1962 | 1968 | 1975 | 1982 | 1990 | 1999 | 2005 | 2006 | 2010 |
| ---- | ---- | ---- | ---- | ---- | ---- | ---- | ---- | ---- |
| 584  | 678  | 708  | 735  | 710  | 756  | 780  | 783  | 748  |

| 2015 | 2020 | 2022 | - | - | - | - | - | - |
| ---- | ---- | ---- | - | - | - | - | - | - |
| 770  | 734  | 735  | - | - | - | - | - | - |

#### Pyramide des âges
En 2018, le taux de personnes d'un âge inférieur à 30 ans s'élève à 32,4 %, soit en dessous de la moyenne départementale (36,7 %). À l'inverse, le taux de personnes d'âge supérieur à 60 ans est de 30,9 % la même année, alors qu'il est de 24,9 % au niveau départemental.
En 2018, la commune comptait 364 hommes pour 387 femmes, soit un taux de 51,53 % de femmes, légèrement supérieur au taux départemental (51,5 %).
Les pyramides des âges de la commune et du département s'établissent comme suit.
| Hommes | Classe d’âge | Femmes |
| ------ | ------------ | ------ |
| 0,0    | 90 ou +      | 0,5    |
| 7,6    | 75-89 ans    | 11,6   |
| 20,8   | 60-74 ans    | 21,2   |
| 21,1   | 45-59 ans    | 19,6   |
| 18,5   | 30-44 ans    | 14,3   |
| 14,9   | 15-29 ans    | 14,5   |
| 17,1   | 0-14 ans     | 18,3   |

| Hommes | Classe d’âge | Femmes |
| ------ | ------------ | ------ |
| 0,5    | 90 ou +      | 1,6    |
| 5,6    | 75-89 ans    | 8,9    |
| 16,7   | 60-74 ans    | 18,1   |
| 20,2   | 45-59 ans    | 19,2   |
| 18,9   | 30-44 ans    | 18,1   |
| 18,2   | 15-29 ans    | 16,2   |
| 19,9   | 0-14 ans     | 17,9   |

### Vie associative
En 2025 est créée l'« association des amis du patrimoine » avec comme objectif de protéger et de mettre en valeur le patrimoine bâti, naturel et culturel.

## Économie

### Revenus de la population et fiscalité
En 2019, dans la commune, il y a 307 ménages fiscaux qui comprennent 749 personnes pour un revenu médian disponible par unité de consommation de 19 400 euros, soit inférieur au revenu médian de la France métropolitaine qui est de 21 930 euros,.

## Culture locale et patrimoine

### Lieux et monuments

#### Monument historique
Le portail de l'ancienne église du XIIe siècle au hameau de Saint Vaast fait l’objet d’une inscription au titre des monuments historiques depuis le 10 juin 1926.

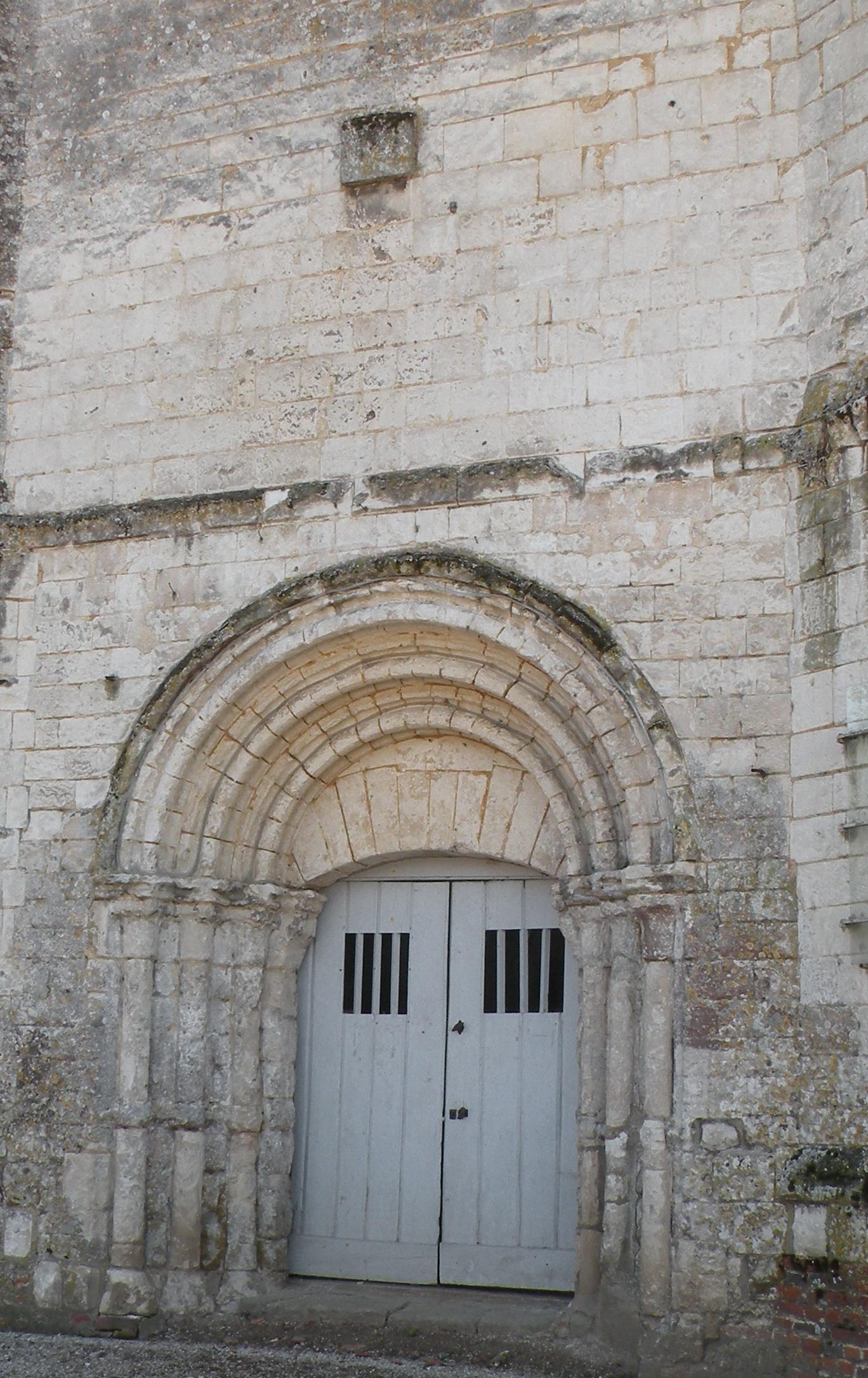
Le portail de l'église.
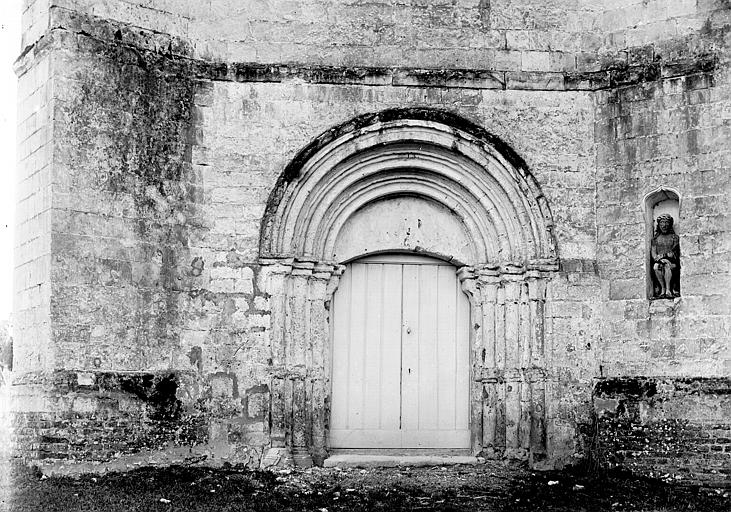

#### Autres lieux et monuments
- La gare d'Aubin-Saint-Vaast.
- L'église Saint-Aubin.
- Le monument aux morts[54].

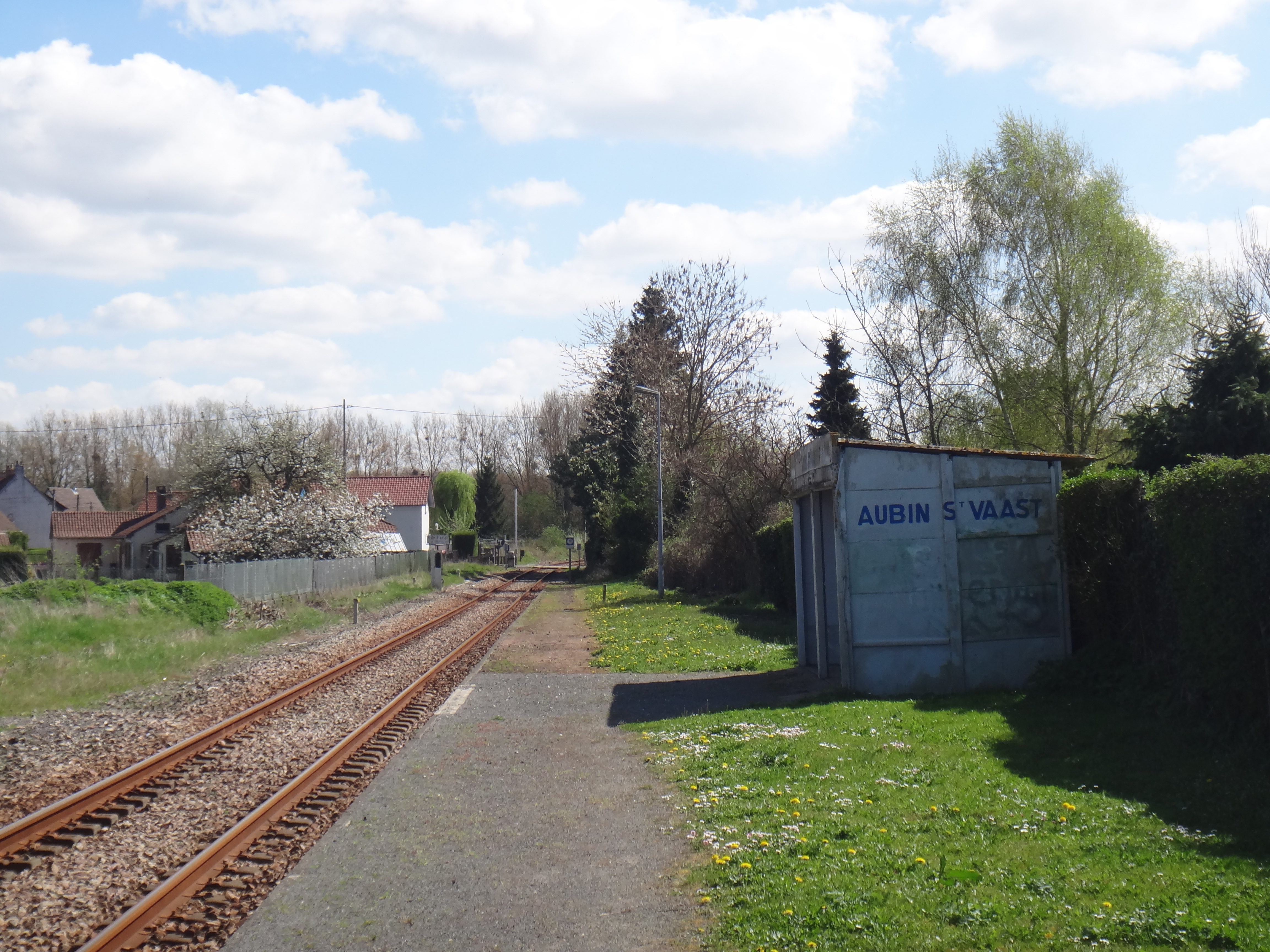
La gare.
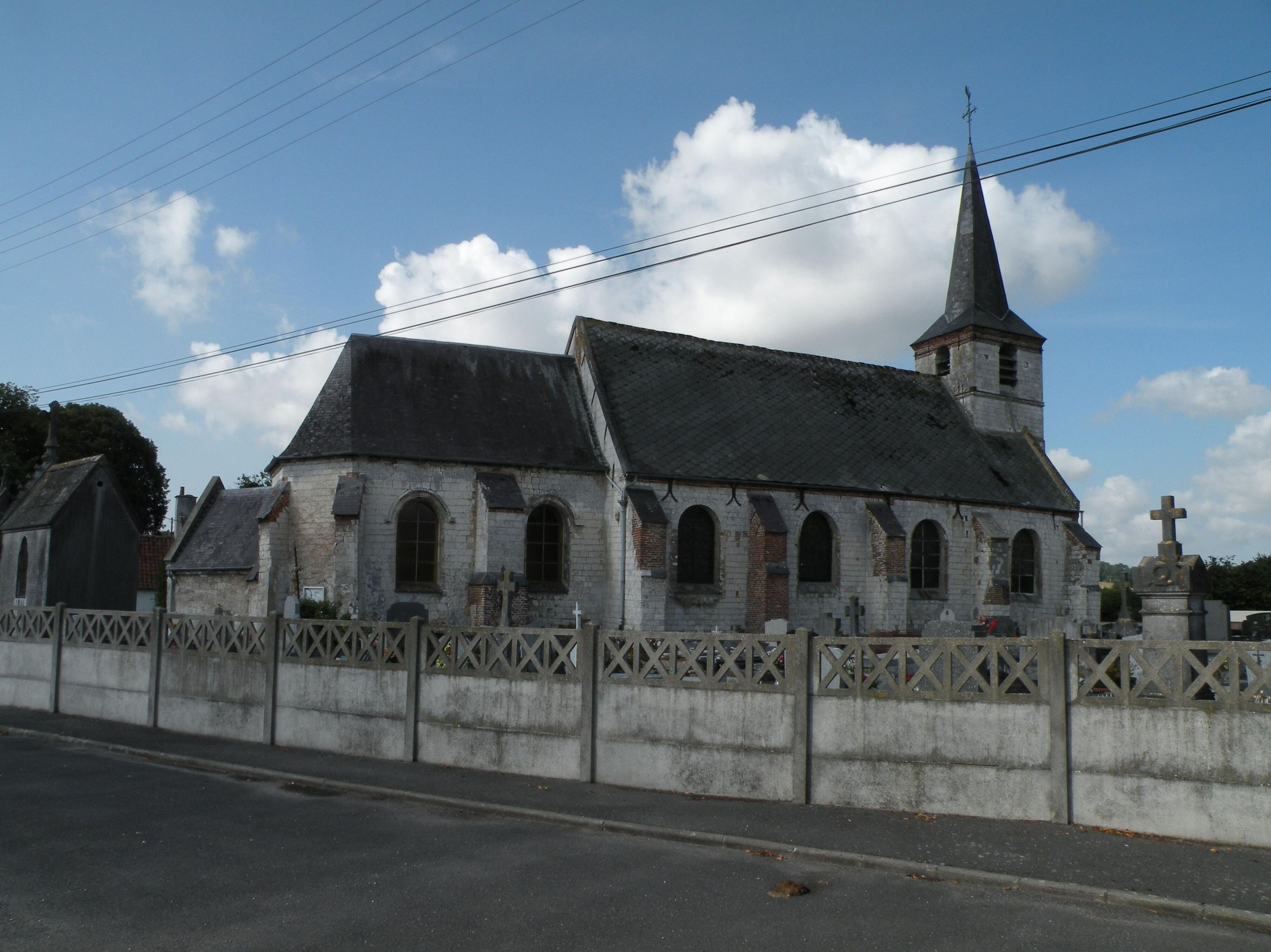
L'église Saint-Aubin.

### Héraldique
| Armes d'Aubin-Saint-Vaast | Les armes d'Aubin-Saint-Vaast se blasonnent ainsi : Parti : au 1) d'azur à la barque de sable, sans agrès, au mât brisé d'or, portant la vierge portant sur son bras gauche l'enfant Jésus, tous deux couronnés du même, la barque portée sur une mer ondée d'argent mouvant de la pointe, au 2) d'argent à la croix de gueules. |

## Pour approfondir